# Corb de tres potes
El corb de tres potes (o corb trípode) és una criatura que es troba en diverses mitologies i arts d'Àsia oriental. Es creu per les cultures de l'Àsia oriental que habitava i representava al Sol.
També s'ha trobat figurat en les monedes antigues de Lícia i Pamfília. El corb de tres potes es va originar a la Xina. Les evidències del motiu de l'ocell-Sol més antigues daten del 5000 aC, trobades en excavacions de la part baixa del delta del riu Iang-Tsé. S'ha observar el patrimoni del tòtem ocell-Sol en cultures posteriors com la Yangshao i Longshan. Els xinesos tenen diverses versions de contes de corbs i del corb-Sol, però la representació més popular del mític corb-Sol és la del Yangwu (陽烏, corb-Sol) o Jīnwū (金烏, corb d'or).

## Xina

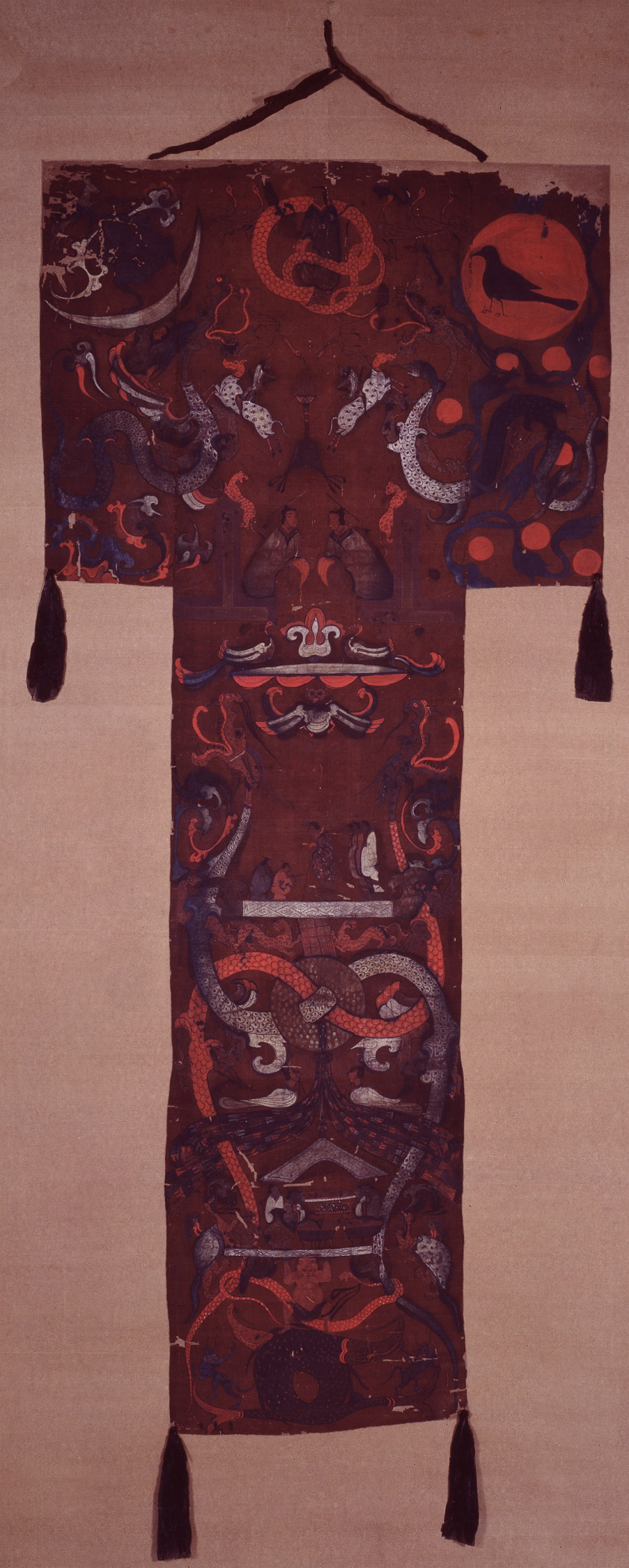
Pintura sobre seda de la dinastia Han Occidental sobre una bandera d'una processó funerària trobada en la tomba de Mawangdui Han de Xin Zhui (辛追)(~ 168 aC), representant el gripau de tres potes i el conill lunar (a dalt a l'esquerra) i el corb de tres potes solar (a dalt a la dreta)

En la mitologia i la cultura xinesa, el corb de tres potes es diu Sanzuwu (三足烏, corb de tres potes), i està present en molts mites. També s'ementa en el Shanhaijing (山海經, El llibre de les muntanyes i els mars). La representació més antiga coneguda d'un corb de tres potes apareix en la ceràmica neolítica de la cultura de Yangshao (仰韶文化). El Sanzuwu és també un dels Dotze Medallons que s'utilitza en la decoració de peces formals imperials a l'antiga Xina. En una pintura sobre seda de la dinastia Han Occidental descoberta en l'excavació del jaciment arqueològic de Mawangdui (馬王堆) apareix representat un Sanzuwu posant en un arbre.
La representació més popular d'un Sanzuwu és la d'un corb-Sol anomenat Yangwu (陽 烏, corb-Sol) o més comunament coneguda com a Jinwu (金 烏, corb d'or). Tot i que es descriu com un corb, generalment és de color vermell en lloc de negre.

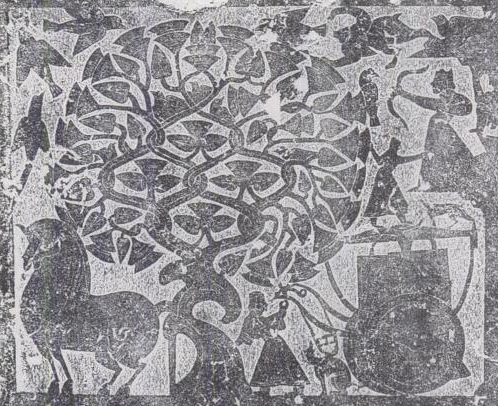
Detall dels relleus de pedra del santuari de Wu Liang. L'arbre és el Fusang, Xihe està enganxant el seu drac-cavall al carro del Sol, i l'arquer Houyi apunta als corbs-Sol

Segons el folklore, originalment hi havia deu corbs-Sol, que es van establir en deu sols separats. Ells s'alcen sobre una morera vermella anomenada Fusang (扶桑, morera inclinada), situada a l'est, als peus de la Vall del Sol. Es diu que aquesta morera té moltes boques obertes entre les seves branques. Cada dia, un dels corbs-Sol ha de viatjar per tot el món creuant el cel en un carro conduït per la deessa Xihe (羲和, la mare dels sols). Tan aviat tornar un corb-Sol d'aquest viatge, un altre corb és escollit pel següent viatge. D'acord amb el Shanhaijing, als corbs-Sol els encantar menjar dos tipus d'herbes mítiques de la immortalitat; una anomenada Dìrì (地 日, superfície del Sol), i l'altra Chūnshēng (春 生, herba de primavera). Sovint, els corbs-Sol baixaven del cel a la terra i feien un banquet en aquestes pastures, però a Xihe no li va agradar i els va cobrir els ulls per evitar que ho fessin.
El folklore també sosté que, entorn del 2170 aC, els deu corbs sol va sortir en el mateix dia, fent que el món es cremés. L'arquer celestial Houyi (后羿) va salvar el dia disparant a tots els corbs-Sol menys a un (vegeu la Festa del Mig Tardor per a les variants d'aquesta llegenda).
En la mitologia xinesa, a més del corb, hi ha altres criatures de tres potes, com per exemple, el Yu (魊) una tortuga de tres potes que causa la malària. El corb de tres potes, que simbolitza el Sol, té una contrapart yin-yang en el Chánchú (蟾蜍, gripau de tres potes), que simbolitza la Lluna (juntament amb el conill lunar). D'acord amb una antiga tradició, aquest gripau, és la transformació de la deïtat lunar Chang'e, qui va robar l'elixir de la vida al seu marit l'arquer Houyi, i va fugir a la lluna, on es va convertir en un gripau. El Fènghuáng (凤凰/鳳凰) es representa comunament amb dues potes, però hi ha alguns casos en l'art en els quals té tres potes. També es diu que Xi Wangmu ( 西王母, la Reina Mare de l'Oest) té tres ocells verds (青鳥) que reuneixen els aliments per a ella i, durant el període Han, l'art religiós els descriu amb tres potes. En la tomba de Yongtai, datada en la Dinastia Tang, quan el culte de Xi Wangu va florir, els ocells també es mostren amb tres potes.

## Japó

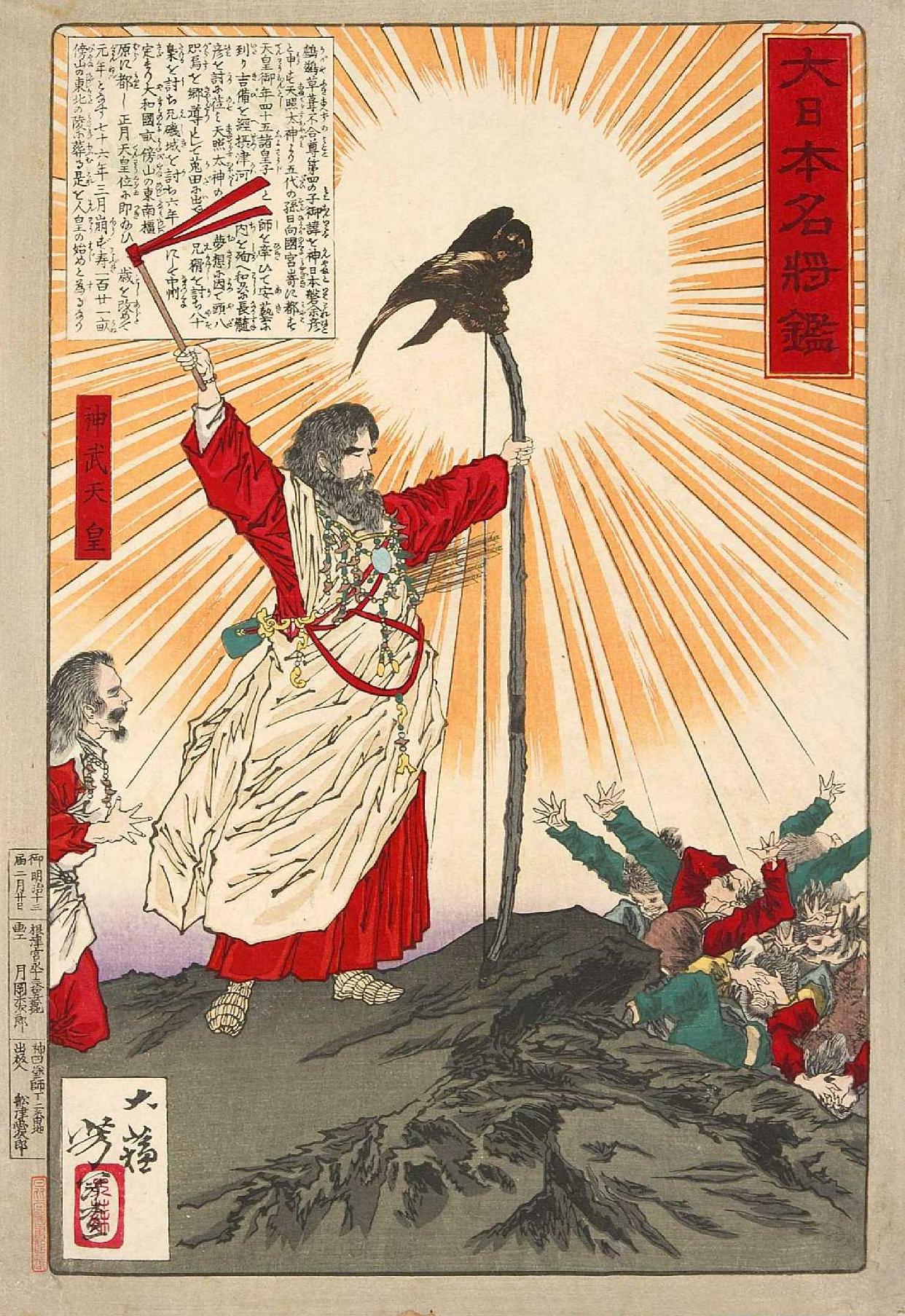
El Yatagarasu guia a l'emperador Jinmu cap a la plana de Yamato

En la mitologia japonesa, aquesta criatura voladora és un corb o un corb de la selva anomenat Yatagarasu (八 咫 烏, el corb vuit vegades gran), i l'aparició de la gran au s'interpretarà com una prova de la voluntat del Cel o una intervenció divina en els afers humans.
Malgrat que el Yatagarasu s'esmenta en diversos llocs en el xintoisme, les representacions s'observen principalment en l'art de fusta del període Edo, que es remunta a principis de 1800. Encara que no és tan celebrat actualment, el corb és un signe de la regeneració i el rejoveniment; històricament l'animal netejava el terreny de cadàvers després de grans batalles i simbolitzava el renaixement després de tal tragèdia.
El Yatagarasu com a déu-corb és un símbol concret d'orientació. Aquest gran corb va ser enviat del Cel a l'emperador Jinmu (神武天皇) per guiar-lo en el seu viatge inicial per la regió que es convertiria en Kumano, que es convertiria en Yamato, (Yoshino i després Kashihara). En general s'accepta que el Yatagarasu és una encarnació de Taketsunimi no mikoto, però cap dels primers registres documentals que sobreviuen són tan específics. En més d'una vegada, el Yatagarasu apareix com un corb de tres potes, no en el Kojiki (古事記, Registre dels fets antics), però sí en el Wamyō Ruijushō (倭名類聚抄, Noms japonesos per a les coses, classificats i anotats).
Tant l'Associació de Futbol del Japó (JFA) i, posteriorment, els seus equips administrats, com ara la selecció de futbol del Japó, utilitzen el símbol de Yatagarasu en els seus emblemes i insígnies, respectivament. El guanyador de la Copa de l'Emperador també se li dona l'honor de portar-lo en el seu emblema en la següent temporada.

## Corea

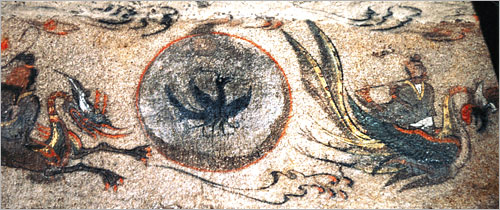
Un corb de tres potes flanquejat pel drac i el fènix. Mural coreà de l'època Goguryeo

En la mitologia coreana, que es coneix com a Samjok-o (hangul: 삼족오; hanja: 三 足 烏). Durant el període del regne Goguryeo, el Samjok-o era considerat un símbol del Sol. L'antic poble Goruryo creien que un corb de tres potes vivia al Sol, mentre que una tortuga vivia a la lluna. El Samjok-o era un símbol de gran prestigi del poder, i es creu que era tan superior com el drac coreà Bonghwang. coreana.
Tot i que el Samjok-o es considera principalment el símbol de Goguryeo, que també es troba en la dinastia Goryeo i Joseon.
En la Corea moderna, encara es pot trobar el Samjok-o, sobretot en drames com la sèrie de televisió Jumong. El corb de tres potes va ser un de diversos emblemes que van ser considerats per reemplaçar el bonghwang en el segell de Corea quan es va considerar la seva revisió el 2008. El Samjok-o també apareix en l'emblema actual Jeonbuk Hyundai Motors FC. Hi ha algunes empreses coreanes que utilitzen el Samjok-o en els seus logotips corporatius.